# Коко, Лолани
Лолани Коко, он же Роланги Коко (Lolani Koko; 2 октября 1963 — 18 июня 2024) — самоанский регбист (регби-15, регби-7, регбилиг). Выступал за сборные Самоа по всем трём видам регби.

## Биография
Окончил самоанскую школу Авеле-колледж. На родине выступал за клуб «Моатаа». В Новой Зеландии выступал за клубы «Петоун» и «Уэстерн Сабербс» и за сборную региона Веллингтон. В составе «Веллингтона» — 61 матч, 171 очко. Победитель Национального чемпионата провинций (en:National Provincial Championship (1976–2005)) 1986 года в составе «Веллингтона», в победном чемпионате — 16 матчей, 13 попыток (52 очка, 4 очка за одну попытку). В том же году с «Петоуном» стал победителем Юбилейного кубка, то есть чемпионом Веллингтонского регбийного союза. Кроме того, Лолани Коко выступал за австралийский регбийный клуб «Борундара» из одноимённого района Мельбурна.
В 1983—1994 годах выступал за сборную Западного Самоа по регби-15 (известную как «Ману Самоа»): по данным ESPN Scrum, 22 тестовых матча, две занесённых попытки. Участник двух европейских турне сборной, в 1988 и 1989 годах.
В 1993 году стал победителем Гонконгского турнира по регби-7 в составе сборной Западного Самоа и был признан лучшим игроком этого турнира (приз им. Лесли Уильямса); в победном матче против новозеландцев (24:14) занёс две попытки. В том же году Коко участвовал в первом в истории чемпионате мира по регби-7, прошедшем в Эдинбурге, где сборная Самоа заняла 5-е место. Лолани был капитаном сборной по регби-7; в этой должности его сменил Салеви Тиатиа.
В декабре 1994 года перешёл в регбилиг; в феврале 1995 года The Sydney Morning Herald сообщила о переходе Коко в «Истерн Сабербс Рустерс». Тем не менее, самоанец, видимо, не выступал за этот клуб (в том же году сменивший название на «Сидней Сити Рустерс») в чемпионате Австралийской регбийной лиги.
В составе сборной Западного Самоа по регбилиг Коко провёл как минимум одну встречу: 12 октября 1995 года он играл на позиции винга в победном для самоанцев матче чемпионата мира против Франции (56:10).
Умер 18 июня 2024 года в Самоа в возрасте 60 лет.